# حجيرة (ريف دمشق)
حجيرة قرية سوريّة تتبع إداريّاً لمحافظة ريف دمشق منطقة مركز ريف دمشق ناحية ببيلا، بلغ تعداد سكانها 4,584 نسمة حسب التعداد السكاني لعام 2004.